# 良田镇 (郴州市)
良田镇，是中华人民共和国湖南省郴州市苏仙区下辖的一个乡镇级行政单位。

## 行政区划
良田镇下辖以下地区：
良田社区、滨河社区、向阳村、百丈村、桥头村、麦田村、枧石塘村、良田村、铺下村、陈家湾村、塘了坪村、堆上村、高雅岭村、井冲村、二渡水村、大虾尾村和鲁塘岭村。